# متاحف الجامعة الأميركية في بيروت
يتواجد داخل حرم الجامعة الأميركية في بيروت ثلاث متاحف هي:
- متحف الأثار (AUB Archaeological Museum).
- متحف التاريخ الطبيعي (Natural History Museum) ومتحف بوست الأعشاب (Post's Herbarium).
- متحف نباتات لبنان.

## متحف الآثار
تأسس سنة 1868ويعتبر ثالث أقدم متحف أثري في الشرق الأوسط. يعرض العديد من ألأثار من لبنان والمناطق المحيطة به منذ بدء الخليقة وحتى فترة الفتوحات الإسلامية.

## متحف التاريخ الطبيعي
يداء تجميع معروضات المتحف مع الأبحاث النباتية للبروفيسور جورج بوست عام 1850 ومنثم مع أبحاث الطيور التي قام بها البروفيسور فان دايك في 1870م. وكانا من مؤسسي الجامعة الأميركية. وتوقفت الأبحاث خلال الحرب الأهلية اللبنانية ثم عادت بعد نهايتها في 1990م. ويحتوي المعرض على 15,000 معروضة عن 1,200 صنف بيولوجي.

## متحف نباتات لبنان
يتبع متحف نباتات لبنان لدائر الأحياء ويحتوي على العديد من الأصناف لنباتات لبنانية والبلاد المحيطة به.